# Près de ma rivière
«Près de ma rivière» —[pʁɛ də ma ʁi.vjɛʁ]; en español: «Cerca de mi río»— es una canción compuesta e interpretada en francés por Robert Cogoi. Se lanzó como sencillo en 1964 mediante Philips. Fue elegida para representar a Bélgica en el Festival de la Canción de Eurovisión de 1964 mediante la elección interna de la emisora belga RTBF.
Robert Cogoi también grabó la canción en alemán («Weit, da wo der Strom beginnt»), italiano («Sulla mia riviera») e inglés («My River of Memories»), aunque esta última no se lanzó hasta casi 30 años después del lanzamiento de la canción original.

## Festival de la Canción de Eurovisión 1964
Esta canción fue la representación belga en el Festival de Eurovisión 1964. La orquesta fue dirigida por Henri Segers.
La canción fue interpretada 15.ª en la noche del 21 de marzo de 1964 por Robert Cogoi, precedida por Suiza con Anita Traversi interpretando «I miei pensieri» y seguida por España con Los TNT interpretando «Caracola». Al final de las votaciones, la canción había recibido 2 puntos, y quedó en 10º puesto de un total de 16.
Justo antes de la actuación de Cogoi, un hombre apareció en el escenario con una pancarta en la que se podía leer «Boicot a Franco y Salazar». Mientras esto sucedía, la cámara dirigió su objetivo al tablero de votaciones para evitar que dicha imagen se viera en toda Europa.
Fue sucedida como representación belga en el Festival de 1965 por Lize Marke con «Als het weer lente is».

## Letra
La canción es una balada, en la que el intérprete describe un momento romántico pasado con su amante cerca de un río. Canta que «no había nada más, nada excepto mis ojos en tus ojos».

## Formatos
| Bélgica y Países Bajos - Disco de vinilo 7" |                         |          |  |
| N.º                                         | Título                  | Duración |  |
| 1.                                          | «Près de ma rivière»    |          |  |
| 2.                                          | «Quand le jour se lève» |          |  |

| Grecia - Disco de vinilo 7" |                       |          |  |
| N.º                         | Título                | Duración |  |
| 1.                          | «Sulla ma riviera»    | 3:10     |  |
| 2.                          | «Dou, dou, dou, doux» | 2:25     |  |

| Italia - Disco de vinilo 7"/jukebox |                       |          |  |
| N.º                                 | Título                | Duración |  |
| 1.                                  | «Sulla ma riviera»    | 3:10     |  |
| 2.                                  | «Dou, dou, dou, doux» | 2:25     |  |

## Créditos
- Robert Cogoi: voz, composición, letra
- Bill Ador et son orchestre: instrumentación, orquesta
- Philips Records: compañía discográfica

Fuente:

## Historial de lanzamiento
| Región       | Fecha | Formato                                   | Discográfica    | Idioma   | Ref.   |
| ------------ | ----- | ----------------------------------------- | --------------- | -------- | ------ |
| Bélgica      | 1964  | Disco de vinilo 7", 45 RPM                | Philips Records | Francés  | [ 1 ]  |
| Grecia       | 1964  | Disco de vinilo 7", 45 RPM                | Philips Records | Italiano | [ 15 ] |
| Italia       | 1964  | Disco de vinilo 7", 45 RPM, jukebox, mono | Philips Records | Italiano | [ 5 ]  |
| Países Bajos | 1964  | Disco de vinilo 7", 45 RPM                | Philips Records | Francés  | [ 14 ] |
| Países Bajos | 1964  | Disco de vinilo 7", 45 RPM                | Philips Records | Alemán   | [ 4 ]  |
| Bélgica      | 2002  | Sencillo en CD                            | Silver Star     | Inglés   | [ 7 ]  |